# Dynastes hercules

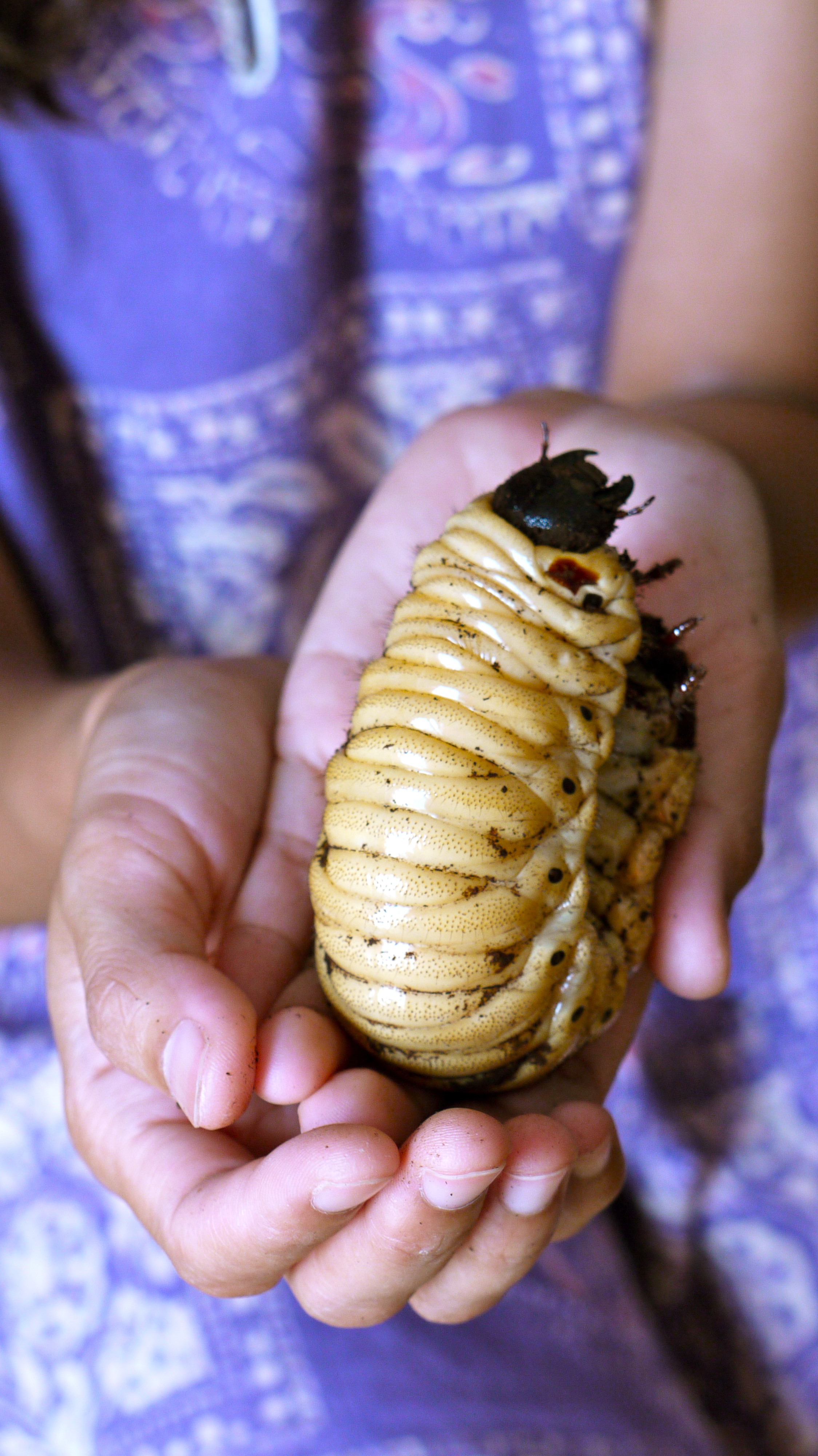
Larva di scarabeo Ercole

Lo scarabeo Ercole (Dynastes hercules (Linnaeus, 1758)) è un coleottero appartenente alla famiglia Scarabaeidae.

## Descrizione
È uno dei più grandi coleotteri del mondo: il maschio misura fino a 180 mm, mentre la femmina, notevolmente più piccola, misura meno della metà. In realtà buona parte della lunghezza del maschio è data dalla "pinza frontale", formata dal lunghissimo corno sul pronoto e dal corno posto sulla fronte.

I maschi più piccoli mostrano infatti un aspetto più consueto e simile agli altri dinastini.

Entrambi i sessi sono caratterizzati da un avancorpo nero e da elitre gialle, punteggiate irregolarmente da rotonde macchie brune.
Lo scarabeo Ercole è in grado di spostare pesi notevoli: in passato si credeva riuscisse a muovere fino a 850 volte il proprio peso (probabilmente una leggenda del passato). Delle misurazioni effettuate più recentemente hanno invece mostrato che riesce a sollevare fino a 100 volte il proprio peso ma riuscendo appena a muoversi.

## Biologia
Lo stadio di uovo (ne vengono deposti fino a 100) dura 40 giorni, mentre lo stadio larvale solo un anno , al termine del quale la lunghezza raggiunge i 130 mm. All'inizio della fase pupale le corna del maschio sono piccole ma ben sviluppate, prima si sviluppa il corno protoracico, poi quello cefalico. La fase pupale dura un mese. Subito dopo lo sfarfallamento le elitre sono bianche e l'esoscheletro è morbido.

## Distribuzione e habitat
La distribuzione geografica di Dynastes hercules si estende dal Messico meridionale alla Bolivia settentrionale attraverso la Amazzonia, e interessa anche le isole dei Caraibi.

Gli habitat variano dalle foreste costiere a quelle di montagna, oltre i 1000 m sul livello del mare.

## Tassonomia

### Sinonimi
Sono stati riportati i seguenti sinonimi:
- Dynastes argentata Verril, 1907
- Dynastes hercules baudrii Pinchon, 1976
- Dynastes hercules bluezeni Silvestre & Dechambre, 1995
- Dynastes hercules ecuatorianus Ohaus, 1913
- Dynastes hercules lichyi Lachaume, 1985
- Dynastes hercules morishimai Nagai, 2002
- Dynastes hercules niger Endrödi, 1947
- Dynastes hercules occidentalis Lachaume, 1985
- Dynastes hercules oculatus Scopoli, 1769
- Dynastes hercules paschoali Grossi & Arnaud, 1993
- Dynastes hercules septentrionalis Lachaume, 1985
- Dynastes hercules takakuwai Nagai, 2002
- Dynastes hercules trinidadensis Chalumeau & Reid, 1995
- Dynastes hercules tuxtlaensis Moron, 1993
- Dynastes iphiclus Panzer, 1782
- Dynastes lagaii Verril, 1906
- Dynastes vulcan Verril, 1906
- Scarabaeus alcides Fabricius, 1781
- Scarabaeus hercules Linnaeus, 1758
- Scarabaeus oculatus Scopoli, 1772
- Scarabaeus perseus Olivier, 1789
- Scarabaeus scaber Linnaeus, 1764

## Dynastes herculesnella cultura
Eiichirō Oda ha usato i tratti di questo insetto per il personaggio di Hercules in One Piece. Anche il livello mega della linea evolutiva di Tentomon, HerculesKabuterimon, della serie Digimon, è parzialmente ispirato all'insetto. Nella serie Il guardiano della foresta - Mushiking l'antagonista, Adder, combatte con l'aiuto di un Dynastes hercules.